# Spilosoma nigrodorsata
Spilosoma nigrodorsata là một loài bướm đêm thuộc phân họ Arctiinae, họ Erebidae.